# Martin Kohler (Politiker)

Martin Kohler

Martin Kohler (* 20. August 1894 in Talheim; † 18. Juni 1973 in  Schwenningen) war ein deutscher Politiker (NSDAP).

## Leben
Einer kleinbäuerlichen Familie entstammend, absolvierte Kohler nach dem Besuch der Volksschule eine landwirtschaftliche Ausbildung auf dem Hof seiner Eltern und später auf verschiedenen Gütern in Württemberg. Zudem besuchte er die Landwirtschaftsschule in Rottweil; 1919 war er Gasthörer der Landwirtschaftlichen Hochschule in Hohenheim.
Zwischen 1915 und 1918 nahm Kohler während des Ersten Weltkriegs mit dem Württembergischen Reserve-Infanterie-Regiment Nr. 119 an den Kämpfen an der Westfront teil und wurde mit dem Eisernen Kreuz II. Klasse sowie der Württembergischen Silbernen Militärverdienstmedaille ausgezeichnet.
Nach dem Kriegstod seines älteren Bruders übernahm er 1919 den Landwirtschaftsbetrieb seiner Eltern. Im gleichen Jahr wurde er Bürgermeister von Talheim, ein Amt, das er bis Mai 1945 ausübte. Nach dem Tod seiner ersten Ehefrau heiratete Kohler 1939 erneut; aus den Ehen gingen insgesamt vier Kinder hervor.
Kohler war seit den 1920er Jahren Mitglied des Württembergischen Bauern- und Weingärtnerbundes (WBWB), für den er 1928 erfolglos für den Landtag kandidierte. Zum 1. Februar 1932 wechselte er zur NSDAP (Mitgliedsnummer 884.522). 1932 wurde er als einziger Nationalsozialist in die Württembergische Landwirtschaftskammer gewählt.
Nach der Machtergreifung der Nationalsozialisten wurde Kohler 1933 Landtagsabgeordneter in Württemberg. Er kandidierte bei der Wahl zum Deutschen Reichstag am 12. November 1933 auf dem Wahlvorschlag für die NSDAP auf Platznummer 670 und zog in den nationalsozialistischen Reichstag ein. Am 29. März 1936 stellte er sich zur Wiederwahl, erhielt aber kein Mandat. 1933 wurde Kohler stellvertretender Vorsitzender der Württembergischen Landwirtschaftskammer; von 1933 bis 1942 leitete er bei der Landesbauernschaft Württemberg die Hauptabteilung II. In der NSDAP leitete er seit April 1934 die Ortsgruppe Thalheim. Im März 1938 trat Kohler der SS (SS-Nr. 291.181) bei; 1940 wurde er zum SS-Obersturmführer befördert.
Nach dem Ende des Zweiten Weltkrieges wurde Kohler gemäß dem Automatischen Arrest bis 1948 in Tuttlingen und Balingen interniert. In der Entnazifizierung wurde er 1946 als „in hohem Maße belastet“ eingestuft; der 1950 bestätigte Spruchkammerentscheid von 1948 ordnete ihn in die Gruppe der Minderbelasteten ein, wobei bis Ende 1951 Bewährungsauflagen bestanden. Fortan bewirtschaftete Kohler seinen Hof und trat öffentlich nicht mehr in Erscheinung. Er starb im Schwenninger Krankenhaus an den Folgen einer Magenoperation.